# Seraphim (groupe)
Pour l’article homonyme, voir Seraphim.
Seraphim, est un groupe taïwanais de power metal, originaire de Taipei. Formé en 2001, il ne semble plus en activité depuis la fin des années 2000.

## Histoire
Formé en 2001 à Taipei, Taïwan, le groupe enregistre sa première chanson Love Hate pour une démo quelques semaines plus tard, ce qui lui permet de se faire remarquer et d'obtenir un contrat avec Magnum Music (Taiwan) en avril. En l'espace d'un mois, ils enregistrent leur premier album, The Soul That Never Dies (不死魂), qui sort en août.
Après la sortie de l'album, ils donnent quelques concerts pour en faire la promotion, et en novembre, ils ont commencé à écrire de nouveaux morceaux pour un deuxième album. En janvier 2002, ils sont invités à se produire au festival de musique Kung-Ming en Chine continentale. Peu après, ils commencent à enregistrer leur deuxième album, The Equal Spirit (平等精靈). Leur premier album est également sorti en Europe sur le label discographique indépendant Arise.
Le deuxième album sort le 10 septembre 2002 à Taïwan. Après avoir donné un concert pour promouvoir l'album, le guitariste Dan Chang quitte le groupe et est remplacé par Lucas Huang en décembre. Une version anglaise de The Equal Spirit sort en janvier 2003,, et après une sortie européenne, ils participent au Midsummer Night Tour de Taïwan plus tard dans l'année. L'édition chinoise de Ai (愛), leur troisième album, sort en février.
Quinn Weng remplace le chanteur Pay Lee le 14 mars 2004. À cette époque, ils sont invités à participer à plusieurs festivals pendant l'été pour leur première tournée mondiale, dont le Savage Metal Fest en Russie, le Dong Open Air en Allemagne, le Metal Kingdom au Japon, l'Asian Rock Festival à Séoul, en Corée du Sud, et d'autres autour de Taïwan et de la Chine. Le 2 juillet 2004, ils sortent Ai en Europe,. En juin 2005, ils intègrent un nouveau batteur, Van Shaw, et se produisent avec un groupe allemand de power metal, Edguy, à Taipei et à Hong Kong en mars 2006. La même année, Quinn Weng est invité sur l'album Flying Towards the New Horizon de Beto Vázquez Infinity. En août 2007, Seraphim a entamé sa deuxième tournée mondiale en Europe.
Seraphim sort son quatrième album, Rising (日出東方) en juin 2007. Une version anglaise de l'album sort en 2008. Rising est le premier album sur lequel figure la chanteuse Quinn Weng. Le groupe ne semble plus en activité depuis.
Le premier chanteur, Lee Pui Wing, décède le 30 juillet 2011 à l'âge de 34 ans alors qu'il subissait un cathétérisme cardiaque. 

## Discographie
- 2001 : The Soul that Never Dies
- 2003 : The Equal Spirit
- 2004 : Ai
- 2007 : Rising